# Arcoscalpellum brevecarinatum
Arcoscalpellum brevecarinatum är en kräftdjursart som först beskrevs av Hoek 1883.  Arcoscalpellum brevecarinatum ingår i släktet Arcoscalpellum och familjen Scalpellidae. Inga underarter finns listade i Catalogue of Life.